# 嚴長官
嚴長官，贵州云都县人，清朝政治人物。举人出身。
道光三年十一月，擔任清朝廣東省潮州府豐順縣知縣。后由劉登榜接任。